# Tom Ford
Thomas Carlyle „Tom” Ford (* 27. srpna 1961 Austin) je americký módní návrhář a režisér. Je známý zejména díky svému působení v módním domě Gucci a založení značky Tom Ford. Natočil film nominovaný na Oscara – Single Man.

## Životopis
Tom Ford byl narozen 27. srpna 1961 ve městě Austin realitním makléřům Tomu Fordovi a Shirley Burtonsové. Dětství strávil na předměstí Houstonu v Texasu a v San Marcos; Jeho rodina se přestěhovala do Santa Fe v Novém Mexiku, když mu bylo 11 let. V Santa Fe studoval na střední škole sv. Michaela. Ford opustil Santa Fe ve věku 16 let, když se zapsal na vysokou školu Simon's Rock ve státě Massachusetts, zanedlouho se však odhlásil. Následně se přestěhoval do New Yorku studovat na New York University.

Ford z New York University po necelém roce odešel, protože se chtěl soustředit na vystupování v televizních reklamách; v jednu chvíli byl dokonce ve dvanácti celonárodních reklamních kampaních zároveň. Ford poté začal studovat architekturu interiéru na známé vysoké škole umění a designu – Parsons The New School for Design. Během svého působení v New Yorku se Ford stal součástí legendárního nočního klubu Studio 54, kde si uvědomil svou homosexualitu. Největší vliv v jeho pozdní designové tvorbě měl pravděpodobně glamour v tehdejší klubové disko-éře. Před posledním rokem studia na The New School strávil Ford rok a půl v Paříži, kde pracoval jako stážista v tiskovém oddělení módního domu Chloé. Ačkoli jeho práce primárně zahrnovala zasílání oblečení na fotografování, vyvolala u něj zápal pro módu samotnou. Svůj poslední rok na The New School strávil studiem módy, promoval však z architektury, načež získal odpovídající titul.

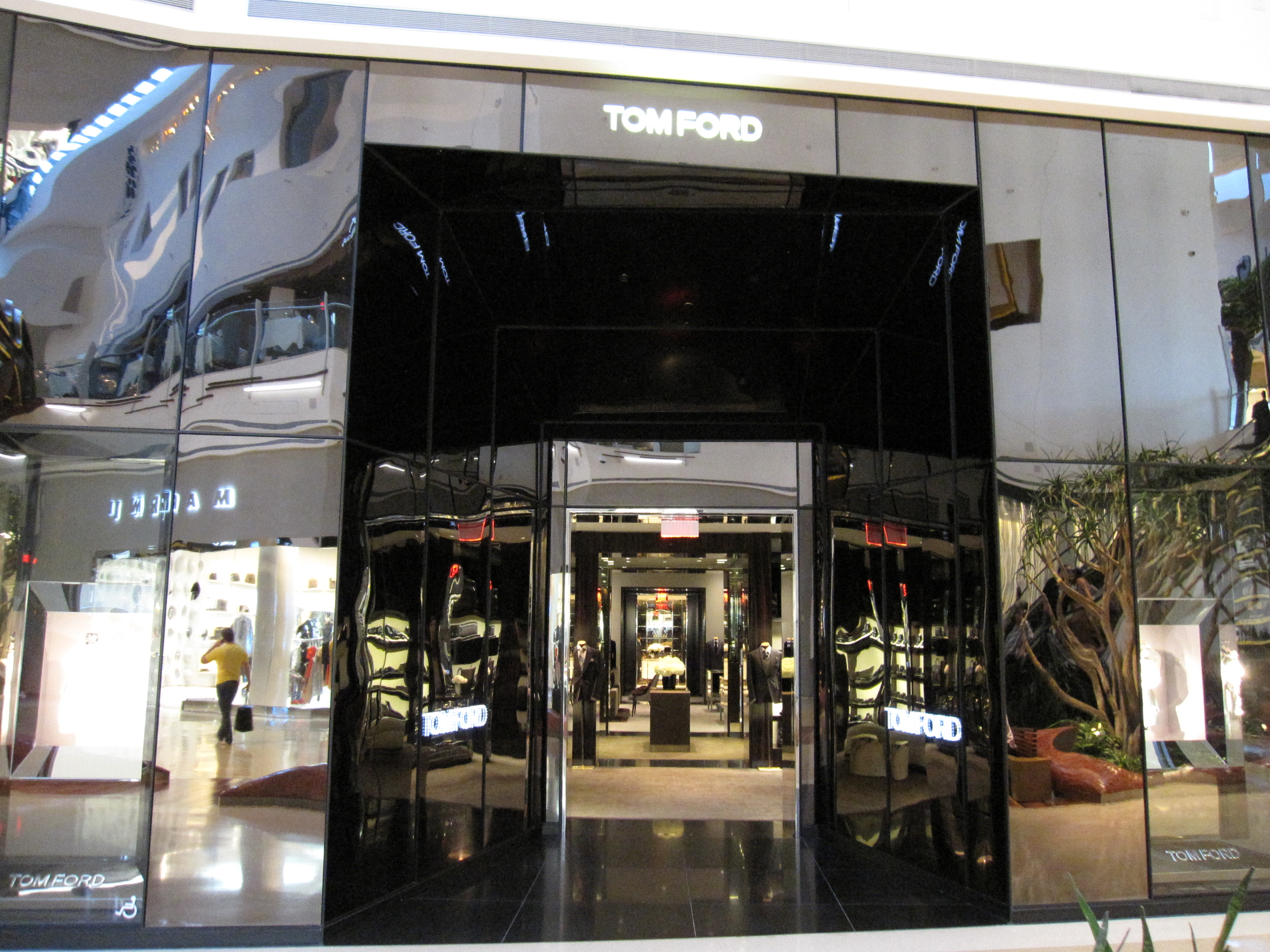
Butik Tom Ford The Crystals (Las Vegas)

V březnu 2011 Ford vystupoval jako titulní tvář periodicky dvouroční publikace AnOther Man, sesterského projektu britského Another Magazine, kde vysvětloval, co podle jeho názoru znamená být v současné době gentlemanem.

### Filmová kariéra
V březnu 2005 Ford oznámil založení vlastní filmové společnosti Fade to Black. Roku 2009 natočil svůj režisérský debut Single Man, jemuž byl předlohou stejnojmenný román Christophera Isherwooda. V hlavních rolích účinkovali Colin Firth, Julianne Moore, Nicholas Hoult a Matthew Goode. Scénář byl upraven Fordem a Davidem Scearcem. Ford také tento film produkoval z vlastních prostředků. Premiéra byla 11. září 2009 na 66. Benátském filmovém festivalu, kde byl nominován na Zlatého lva. Colin Firth byl za svůj výkon oceněn hlavní cenou v kategorii Nejlepší herec a byl také nominován na Oscara a Zlatý glóbus.
V roce 2015 natočil film Noční zvířata.

### Osobní život
Tom Ford se otevřeně hlásí k homosexualitě. Se svým partnerem, módním redaktorem Richardem Buckleyem, žil v registrovaném partnerství od roku 1986 až do jeho smrti v roce 2021.